# Dimeria perrieri
Dimeria perrieri är en gräsart som beskrevs av Aimée Antoinette Camus. Dimeria perrieri ingår i släktet Dimeria och familjen gräs.
Artens utbredningsområde är Madagaskar. Inga underarter finns listade i Catalogue of Life.